# Sciaddè
Lo sciaddè è una bevanda alcolica siciliana ottenuta dalla fermentazione controllata dei chicchi di melagrana. Al giorno d'oggi viene prodotta da pochissime famiglie ed è addirittura sconosciuta a moltissimi. Probabilmente è arrivata in Sicilia durante la dominazione greca nel I millennio a.C. oppure durante la dominazione araba del I millennio d.C.. 
Oggi una bibita analoga è un prodotto tipico di Armenia e Israele e viene chiamata vino di melagrana.

## Etimologia
Il nome sciaddè deriva forse da una bevanda molto simile prodotta dagli antichi egizi e chiamata shedeh. 

## Ingredienti
Il processo per la produzione dello sciaddè è analogo a quello della produzione di sidro di mele.
Gli ingredienti principali sono il succo di melagrane, aromi e spezie come la cannella e i chiodi di garofano e ovviamente il lievito, necessario per far avvenire la fermentazione alcolica.

## Produzione
La produzione è oggi di tipo casalingo e riguarda pochissime famiglie dell'isola. Tuttavia con l'aumento di produzione di melagrane sul territorio, si sta ripensando a un ritorno della produzione di vino di melagrana su scala più ampia. 